# Альфонс Петерс
Альфонс Петерс (нід. Alfons Peeters, 21 січня 1943, Берінген — 5 січня 2015, Сінт-Трейден) — бельгійський футболіст, що грав на позиції півзахисника.
Виступав, зокрема, за клуби «Андерлехт» та «Гент», а також національну збірну Бельгії.

## Клубна кар'єра
Петерс почав грати у футбол у «Берінгені» з однойменного рідного міста у віці 10 років. У 1960 році він дебютував в першій команді. Незважаючи на свій молодий вік, він швидко став основним гравцем клубу, який тоді грав у Другому дивізіоні. 1962 року клубу вдалося вийти до вищого дивізіону, де команда сенсаційно посіла друге місце у сезоні 1963/64.
У 1966 році Петерс покинув клуб і перейшов до «Олімпіка» (Шарлеруа), який грав у Другому дивізіоні, з яким у першому ж сезоні вийшов до елітного дивізіону. У 1968 році «Олімпік» фінішував на останньому місці і вилетів назад, а Петерс покинув клуб і став гравцем столичного «Андерлехта».
В «Андерлехті» захисник регулярно грав під керівництвом тренера Норберта Геффлінга. Але коли румунського тренера звільнили, а його замінив П'єр Сінібальді, Петерс втратив місце в основі. У 1970 році він грав у фіналі Кубок ярмарків проти «Арсеналу». Це був перший європейський фінал в історії клубу. У першому матчі Петерс вийшов на заміну на 68 хвилині замість Жана Корнеліса і допоміг своїй команді перемогти 3:1 перед рідними глядачами. Втім у другому матчі Альфонс на поле не вийшов і команда програла 0:3 на стадіоні «Гайбері», через що Альфонс так і не здобув жодного трофею з клубом.
1971 року Петерс перейшов до клубу другого дивізіону «Гент», за який відіграв 3 сезони. Більшість часу, проведеного у складі «Гента», був основним гравцем команди. Завершив професійну кар'єру футболіста виступами за команду «Гент» у 1974 році, після чого грав кількох аматорських клубах: «Тессендерло» (1974—1976), «Верстанд Керсель» (граючий тренер, 1976—1978) і «Пер» (1978—1980).

## Виступи за збірну
22 листопада 1967 року дебютував в офіційних матчах у складі національної збірної Бельгії в грі відбору на Євро-1968 проти Люксембургу (3:0). В подальшому у 1968 році він зіграв ще у трьох матчах збірної, два з яких в рамках вдалого для бельгійців відбору на чемпіонат світу 1970 року у Мексиці, куди теж поїхав з командою, але більше за неї вже не грав.
Помер 5 січня 2015 року на 72-му році життя у місті Сінт-Трейден від раку.